# Phalera lignitea
Phalera lignitea är en fjärilsart som beskrevs av Paul Mabille 1900. Phalera lignitea ingår i släktet Phalera och familjen tandspinnare. Inga underarter finns listade i Catalogue of Life.